# Beonex Communicator
Beonex Communicator fue una suite de aplicaciones para Internet de código abierto basado en la suite Mozilla Application (MAS).
Fue desarrollado por Ben Bucksch un desarrollador alemán de Mozilla. -

## Características
Beonex fue desarrollado con la intención de tener un nivel de seguridad y privacidad más alto que otros productos comerciales.
La suite contenía un navegador Web, un cliente de correo electrónico, cliente de noticias, un editor HTML (basado en el Mozilla Composer) y un cliente de IRC (basado en ChatZilla).
Otro de los objetivos fue implementar Kerberos, OpenPGP y LDAP desde Beonex,
La suite se ofrecía de forma gratuita, libre y con posibilidad de acceder al código fuente.
El paquete de instalación proporcionaba la documentación, una instalación fácil y rápida, y algunas rutinas de terceros "plug-ins".

## Historia
Como Mozilla afirmaba que la suite Mozilla Application era solo para desarrolladores y propósitos de prueba por lo tanto no estaba destinado para los usuarios finales Beonex intentó realizar una libre y abierta para distribuir ante usuarios finales.
La primera versión de Beonex fue incluida el 5 de enero de 2001 en la distribución de Linux versión kmLinux S-0.4, de donde fue eliminada en la versión S-0.5 lanzada el 23 de marzo de 2001.
Una versión posterior de Beonex la 0.8 fue lanzada en junio de 2002 recibiendo críticas positivas acerca de sus aptitudes y velocidad.
Paralelamente un producto adicional, el Beonex Launcher (BEOL), fue probado aunque nunca abandonó el estado alfa; BEOL era una versión simplificada de la suite principal de Internet Beonex Communicator; contenía un navegador Web, un cliente de correo electrónico y un cliente de chat.
Un poco más tarde y también a mediados del año 2002 se lazó la versión 0.9 (de pruebas) que mostró algunas nuevas características integradas, pero antes de esta versión ganara un estado estable, el 2 de marzo de 2004 la compañía desarrolladora anunció que no planeaba nuevos lanzamientos hasta que la Fundación Mozilla haya decidido su política a futuro.
En 2005, la Fundación Mozilla cambió oficialmente su política y creó la Corporación Mozilla para proporcionar soporte al usuario final.
La última versión estable de Beonex Communicator tenía varios problemas de seguridad conocidos y la última versión de pruebas, la 0.9, no pudo ser convertida en versión estable. Por todo ello Beonex nunca recibió mucha participación en el uso por parte de los usuarios.

## Comparación con Netscape y Mozilla Application Suite
El navegador incluido por defecto tenía la posibilidad de crear remitentes falsos a las peticiones HTTP.
El navegador borraba todas las cookies al salir del programa
También tenía deshabilitadas varias funciones JavaScript -que eran juzgadas como peligrosas- que podían servir como vectores de ataque.
En la siguiente tabla de comparación no se incluyen todas las versiones de Netscape y el MAS. Para ver una tabla más completa ver Gecko (motor de diseño).
| Mozilla Application Suite | Netscape      |         | Beonex Communicator      | Beonex Communicator |
| ------------------------- | ------------- | ------- | ------------------------ | ------------------- |
| Mozilla Application Suite | Netscape      | Version | Releasedate              |                     |
| 0.6                       | 6.0           | 0.6     | 14 de noviembre de 2000  |                     |
| 0.9.2                     | 6.1           |         |                          |                     |
| 0.9.4                     | 6.2           |         |                          |                     |
| 0.9.4.1                   | 6.2.2         | 0.7     | 8 de noviembre de 2001   |                     |
| 1.0                       |               | 0.8     | 5 de junio de 2002       |                     |
| 1.0.1                     | 7.0           | 0.8.1   | 19 de septiembre de 2002 |                     |
| 1.0.2                     | 7.01 and 7.02 | 0.8.2   | 10 de marzo de 2003      |                     |
| 1.1                       |               | 0.9pre  | 27 de agosto de 2002     |                     |

### Diferencias con Netscape
En comparación con Netscape, Beonex incluía casi las mismas características, excepto las partes propietarias como la integrada Net2Phone, y el AOL Instant Messenger.
Las herramientas de chat ChatZilla integrada, la barra lateral y los motores de búsqueda eran también estaban preconfiguradas. 
Beonex necesitaba menos recursos del sistema que Netscape.
Beonex también incluía una herramienta de migración desde Netscape Communicator para incluir los antiguos perfiles que podían estar almacenados en esta suite.

### Diferencias con Mozilla Application Suite
Beonex Communicator no era un fork del Mozilla Application Suite, sino que era uno desarrollo separado.
Aunque no se hicieron cambios significativos, el correo electrónico HTML y JavaScript se habían desactivado por defecto para así mostrar los mensajes de correo electrónico solo en texto plano (lo que proveía más seguridad) aunque con posibilidad de adicionar al texto caracteres en negritas y cursivas que más tarde también se añadieron en el Mozilla Application Suite 1,1.
Los motores de búsqueda eran compatibles con el proyecto Mycroft y se encontraban situados en la barra lateral que proporcionaba más características.